# Battlefield Heroes
Battlefield Heroes (förkortat BFH) var ett datorspel av genren onlineshooter med tredjepersonsvy skapad av Electronic Arts (EA) dotterbolag Digital Illusions CE.
Battlefield Heroes var det sjunde spelet i Battlefield-serien, men det första som släpptes under EA:s Play 4 Free-modell. Detta betyder att spelet var gratis att spela då pengar drogs in från annonser och mikrobetalningar. Mikrobetalningarna bestod av mindre betalningar för olika klädesplagg och andra direkta spelfördelar till karaktärerna - såsom avsevärt bättre vapen, tillbehör för att återställa förlorad hälsa och negera andra klassers specialförmågor. Det kostade även om man ville kunna ha fler än fyra hjältar samtidigt. För dem som ej betalade fanns det alltså en gräns på fyra stycken.
Alla karaktärer och fordon hade obegränsad ammunition. Dock gick ej byggnader att förstöra, detta för att hålla systemkraven nere.
Battlefield Heroes använde ett tidigare ej använt system när det gäller vem man spelar mot. Man kunde, innan en "server browser" blev tillgänglig, bara spela mot motståndare som var lika bra som man själv, eftersom man då själv inte valde vilken server man ville spela på. Detta kallas "matchmaking system".
Den 15 april 2015 meddelades det att spelet skulle stängas ner den 14 juli 2015.
Under juni 2017 återupplivades spelet av Revive Network, en grupp av fans som specialiserat sig på att ge nytt liv åt nedlagda spel. EA tillhandahåller fortfarande inte någon plattform för att spela spelet på men spelet kan idag spelas på webbplatser som t.ex. Rising Hub.

## Arméer
Det fanns två arméer: 
- The Royal Army - En armé med brittisk stil med mjuka och runda uniformer. Ordet royal betyder kunglig, och därför är det bara den brittiska armén.
- The National Army - En armé med tysk stil från andra världskriget, utan någon nazistsymbol. Hade svartare och lite spetsigare uniformer.

## Klasser
Spelaren hade tre olika klasser att välja mellan. Alla dessa hade flera olika vapen och förmågor att välja bland.
- Commando - Commandosoldaten kunde ha ett prickskyttegevär, en pistol och en kniv. Denna var den snabbaste klassen, men den tålde inte så mycket skada.
- Soldier - Denna klass hade på The Royal Armys sida bland annat en Thompson och andra kulsprutepistoler, och The National Armys sida hade ett annat vapen, som liknar den tyska MP 40. En soldier var inte lika snabb som commandosoldaten, men snabbare än gunnersoldaten.
- Gunner - Gunnersoldaten fick välja mellan olika tunga vapen som maskingevär och hagelgevär. Gunner var den långsammaste klassen, men tålde en hel del stryk.

Varje klass kunde ha 2 vapen samt en explosivitet: dynamit, handgranat (endast soldier) eller pansarskott (endast gunner).

### Förmågor
De olika klasserna hade alla speciella förmågor som hjälpte dem under spelet.
- Gunner
  - Frenzy Fire - Maskingeväret blev mer träffsäkert på medellångt och långt avstånd, samt helade gunnern med X antal procent efter var fjärde träff.
  - Hero Shield - En genomskinlig sköld som gjorde att Gunnern och hans närvarande kamrater tålde mer skada.
  - Explosive Keg - En exploderande tunna som Gunnern kastade och gjorde fienden långsam för en kort stund.
  - Leg It - Gunnern och andra hjältar runt omkring sprang snabbare för en kort period.
  - I Eats Granades - Alla granater och explosiva föremål som kastades mot Gunnern "åts upp" och skadan som skulle åsamkats absorberades istället så att Gunnern fick mera liv.

- Soldier
  - Blasting Strike - När man använde denna förmåga flög allting i närheten i väg.
  - 6th Sense - Förmågan att se alla fiender i närheten under en kortare period.
  - Burning Bullets - Kulorna från K-pisten satte eld på fienden över tid.
  - Combat Medicine - Läkte Soldiern och andra hjältar i närheten.
  - Grenade Spam - Soldiern kastade flera granater på en och samma gång.

- Commando
  - Stealth - Förmågan att bli osynlig.
  - Elixir - Ökade ens hastighet under en kortare period, man fick också en svagare sköld.
  - Troop Trap - En explosiv laddning som utlöstes så fort en fiende kommer för nära, eller en kula träffade den.
  - Poisoned Blade - Fienden förlorade hälsa över tid om denna träffats av knivhugg.
  - Piercing Shot - Ökade skadan som orsakats av Commandons krypskyttegevär.
  - Mark Target - Markerade ut och synliggjorde en fiende för sitt lag.

## Fordon
Nationals hade 3 och Royals hade 4 fordon..
The Royal Army hade en stridsvagn som liknade stridsvagnen M4 Sherman, jeepen liknade en Willys Jeep, flygplanet liknade en Supermarine Spitfire, och så på en bana fanns det båtar (II), dock inte för Nationals.
National Army hade en stridsvagn som liknade den tyska Panzer IV, jeepen såg ut som en tysk Kübelwagen och flygplanet liknade en Messerschmitt Bf 109.
Stridsvagnarna var inte snabbare än i verkligheten. Stridsvagnen rymde förutom föraren en person i stridsvagnstornet. Jeepen hade plats för föraren och två passagerare. Man kunde också klättra upp på flygplanets vingar och skjuta därifrån.

## Banor
I Battlefield Heroes fanns åtta banor (maps). På banorna Victory Village, Coastal Clash, Midnight Mayhem, Lunar Landing och Riverside Rush fanns inte pansarvagnar och flygplan tillgängliga. Jeepar fanns på alla banor (utom Riverside Rush, Midnight Mayhem och Lunar Landing).
- Buccaner Bay (BB) - En bana med strandläge vars mittpunkt var ett strandat skepp.
- Seaside Skirmish (SS) - Seaside Skirmish bestod av mindre byar avgränsade av stora fält och ängar.
- Victory Village (VV) - En tät stad med smala gränder och med en kyrka mitt i centrum.
- Coastal Clash (CC) - En väderkvarn, en flod och flera broar kännetecknade denna glesbebyggda stad.
- Riverside Rush (RR) - Ett torrlagt vattendrag delade denna stad i två delar.
- Sunset Showdown (SS2) - En bana som utspelade sig i solnedgången och som hade en kyrka som mittpunkt.
- Midnight Mayhem (MM) - Den första banan med en raket i centrum som man skulle försöka ta kontroll över och försvara under drygt 5 minuter.
- Alpine Assault (AA) - En bana i en stor skog med en vattenkvarn belägen i mitten.
- Wicked Wake (WW) - En ö med palmer och små hus en vars mittpunkt var ett flygfält.WW var baserat på ett av Battlefield series mest kända bana Wake Island och som finns på riktigt.
- Perilous Port (PP) - En bana som låg i en båthamn med mycket vatten och lite land.
- Lunar Landing (LL) - En massa kratrar på månen som man hoppade upp ur, och som hade mycket lägre gravitation.
- Inland Invasion (II) - En bana som troligen var baserad på filmen Saving Private Ryan, där royals skulle ta sig in till land med båtar och slåss sin väg uppför ett berg och in till land.

De olika banorna fanns också i en version där de utspelar sig på natten, exempelvis Coastal Clash Night. 
Samma spelform gällde för alla banorna (undantag MM): det fanns fyra flaggor som var möjliga för båda lagen att erövra. Lagens poäng räknades ner varje gång en person från laget blev dödad. Ju fler flaggor ett lag kontrollerade, desto fler poäng förlorade motståndarlaget när dess medlemmar dog. Konceptet var en blandning mellan Capture the flag och Player versus player och kallades Conquest.

## Utveckling

### Stängd beta (del 1)
Den 6 maj 2008 startades en stängd betatestning av Battlefield Heroes där inbjudningarna bara gavs till professionella betatestare. I flera olika etapper gavs även senare nycklar ut till andra testare. Denna stängda betatestning stängdes ned 14 november 2008. 

### Stängd beta (del 2)
I januari 2009 fortsatte man med att dela ut nycklar till den stängda testningen som sedan öppnades i februari 2009. Efter nyöppningen av betatestningen gavs fler nycklar ut, fast nu i väldigt stora mängder. Den 2 april 2009 skickade Dice ut 50 000 nycklar till de som registrerat sig för betatestning.

### Öppen beta
Efter en försening på drygt ett år, från sommaren 2008 till juni 2009, släpptes Battlefield Heroes slutligen till öppen betatestning den 25 juni 2009. Detta innebar att alla kunde börja spela spelet oavsett om man hade betanyckel eller inte.
På så lite som fyra veckor efter släppet av den öppna betan fick Battlefield Heroes över en miljon registrerade spelare, vilket var en milstolpe för utvecklarna.

### December-uppdateringen
I slutskedet av år 2009 bestämdes det att VP-valutan, den kostnadsfria valutan som man använder sig av i spelet, kommer att få ett kraftigt minskat värde. Tanken var att Battlefunds, valutan man betalar för, ska få en större betydelse. Därför introducerades den stora prisförändringen i spelet, där vapen betalade med VP nu blivit upp till 30 gånger dyrare än innan. Istället för att behöva köpa nya vapen varje dag, vill utvecklarna av spelet att man ska köpa sig battlefunds för att köpa loss vapnen, kläder och andra tillbehör till spelet.
Till denna uppdatering presenterades även nya vapnen, de s.k. "super och uber", som är en uppdatering av de äldre vapnen. Skillnaderna är att de nya har mer ammo samt har större chans att utdela kritiska träffar. 
Uppdateringen har fått mycket hård kritik även flera månader efter händelsen, då många anser att klyftorna mellan att spela gratis och att betala blir allt större. Spelet är dock fortfarande gratis att spela och betalande spelare har inga egentliga fördelar i spelet gentemot vanliga spelare, förutom att det anses bli roligare och enklare att spela.

### Slutet
Den 14 juli 2015 stängdes spelet ned.

## Systemkrav
- Operativsystem: Windows XP/Windows Vista/Windows 7
- Webbläsare: Mozilla Firefox/Internet Explorer/Google Chrome
- CPU: Intel Pentium 4/AMD Athlon 1.0 GHz
- RAM-minne: 512 MB (1 GB på Windows Vista)
- Grafikkort: 64MB DirectX-kompatibelt grafikkort, pixel shader 2.0 eller högre
- Ljudkort: DirectX 9.0c-kompatibelt
- Utrymme på hårddisk: 1 GB ledigt utrymme behövs
- Internetanslutning: 256 kbit kabel/DSL[12]